# 芬豪特

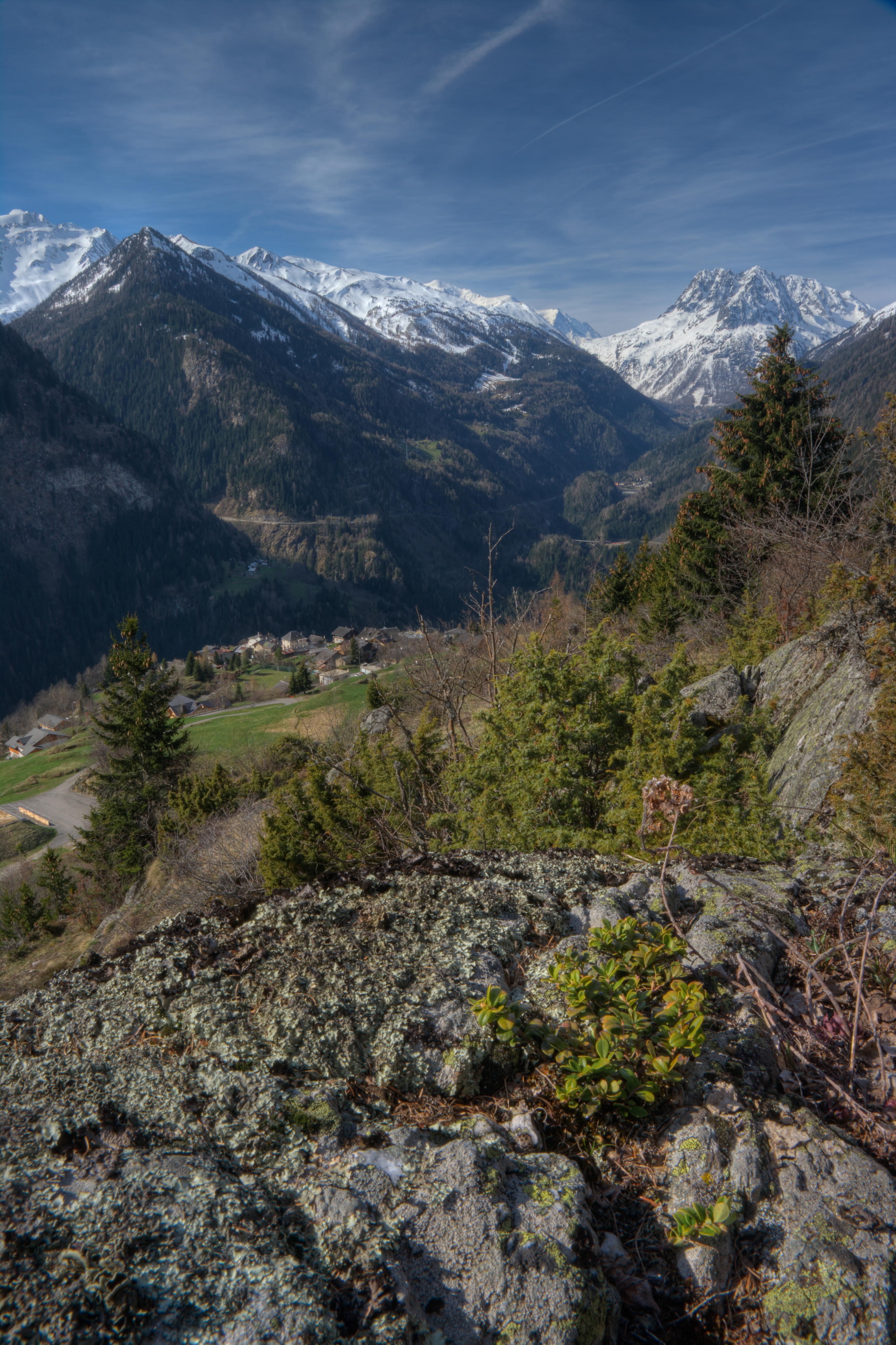

芬豪特是瑞士的城鎮，位於該國南部，由瓦萊州負責管轄，面積22.86平方公里，海拔高度1,224米，2011年人口数412人，八成半人口信奉羅馬天主教，人口密度每平方公里18人。

## 外部連結
- Official website （页面存档备份，存于） （法文）